# Canal 10 (General Roca)
El Canal 10 de General Roca es un canal de televisión abierta argentino afiliado a El Trece que transmite desde la ciudad de General Roca. El canal se llega a ver en el Alto Valle del río Negro y en gran parte de la Provincia de Río Negro a través de repetidoras. Es operado por el Gobierno de la Provincia de Río Negro a través de la empresa pública Radio Televisión Río Negro Sociedad del Estado.

## Historia
El 13 de mayo de 1975, mediante el Decreto 1272, el Poder Ejecutivo Nacional otorgó al Gobierno de la Provincia de Río Negro un permiso para explotar una «estación de televisión oficial no comercial» en la ciudad de General Roca.
El 4 de agosto de 1981, mediante la Resolución 181, el Comité Federal de Radiodifusión llamó a concurso para la adjudicación de la licencia de Canal 11.
La licencia inició sus transmisiones regulares el 20 de marzo de 1982 como LU 92 TV Canal 11 de General Roca; sin embargo, para abril de 1984, la licencia se emitía en el Canal 10.
El 7 de marzo de 1985, la legislatura rionegrina sancionó la Ley 1952, que autorizó al Poder Ejecutivo a constituir la empresa «Radio Televisión Río Negro Sociedad del Estado LU 92 Canal 10», la cual tenía como objetivo explotar la licencia de televisión.
El 4 de abril de 1990, mediante el Decreto 643, el Poder Ejecutivo Nacional autorizó a la Provincia de Río Negro a prestar un servicio de televisión abierta al Canal 10.
El 14 de diciembre de 1998, Radio Televisión Río Negro y Arte Radiotelevisivo Argentino (subsidiaria del Grupo Clarín) acordaron formar una Unión Transitoria de Empresas (llamada «Radio Televisión Río Negro Sociedad del Estado LU 92 Canal 10 - Unión Transitoria de Empresas» y controlada por Artear en 85%) para operar el canal 10 y sus 21 repetidoras desde el 1 de enero de 1999 y por un plazo de (como mínimo) 10 años. Como parte del acuerdo, la licencia del canal seguiría en manos de la empresa estatal. El 29 de diciembre de 1998, la Legislatura de la Provincia de Río Negro ratificó el acuerdo mediante la sanción de la Ley 3276 (promulgada el 14 de enero de 1999). La UTE asumió las operaciones del canal el 10 de marzo de 1999 y decidió cambiar el nombre del canal por el de AireValle.
En 2001, la emisión de Canal 10 en sus 21 repetidoras fue cortada a raíz de una deuda de $1.4 millones que tenía la UTE con Telefónica (que brindaba el servicio de microondas que trasladaba la señal desde General Roca a sus repetidoras). En 2004, el Estado Provincial decidió regularizar la deuda que tenía la UTE con Telefónica y restablecer la señal de Canal 10 en sus repetidoras mediante vínculo satelital. En abril de 2005, la señal había sido restablecida a 18 de las 21 repetidoras. En diciembre de 2006, la señal había vuelto a todas las repetidoras y se habían instalado otras 6 más en diferentes parajes de la provincia.
El 2 de mayo de 2005, AireValle vuelve a llamarse Canal 10 como parte de un cambio de imagen en el canal.

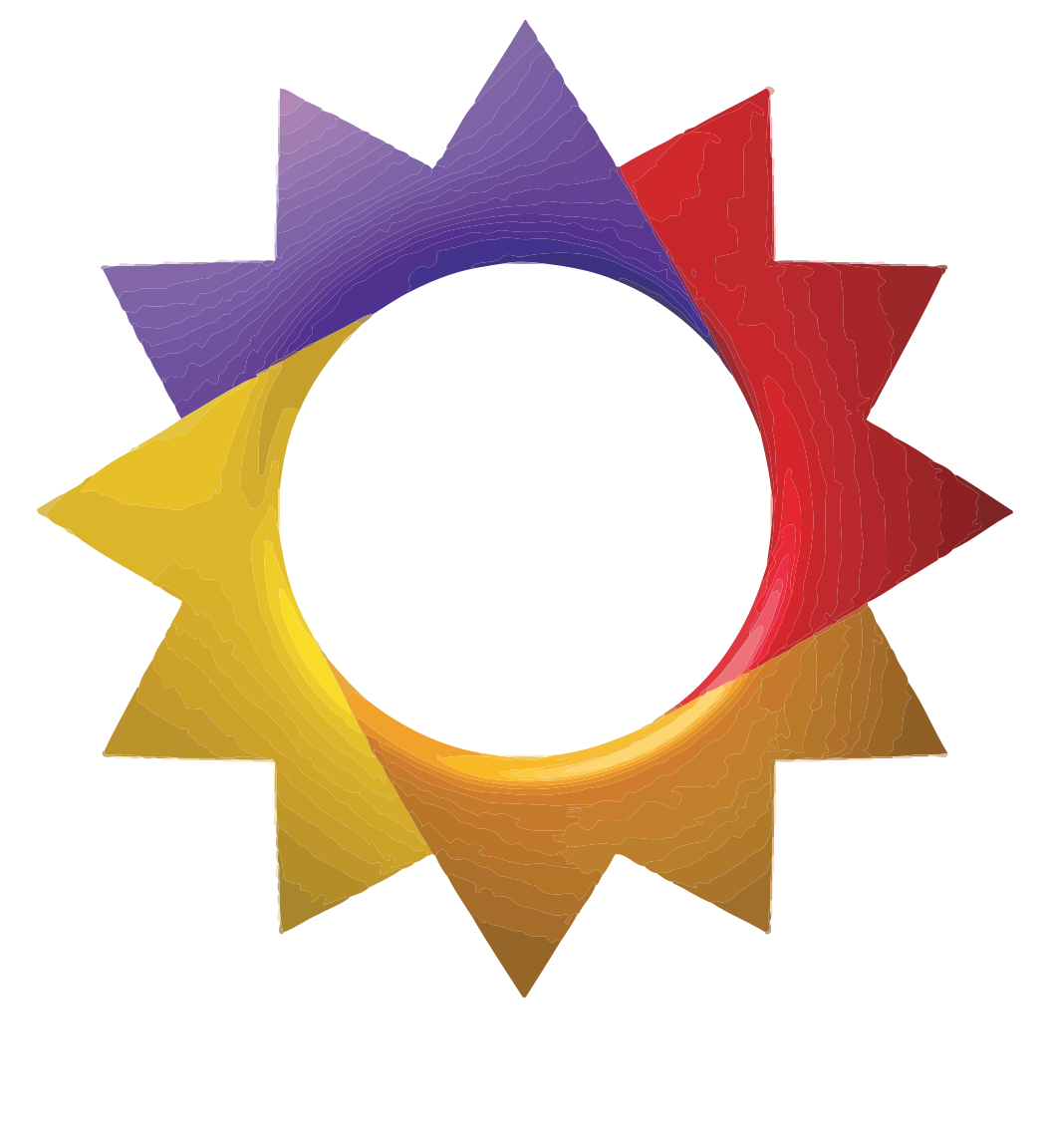
Logo utilizado por Canal 10 entre 2008 y 2009.

En noviembre de 2008, se dio a conocer que el Gobierno de Río Negro no iba a renovar el contrato de gerenciamiento con Artear y que Canal 10 volvería a ser controlada por la provincia. El contrato de gerenciamiento finalizó el 10 de marzo de 2009, sin embargo Artear retuvo el manejo comercial del canal a nivel nacional.
El 24 de junio de 2011, la Autoridad Federal de Servicios de Comunicación Audiovisual, mediante la Resolución 689, le asignó al Canal 10 el Canal 31 en la banda de UHF para emitir en la Televisión Digital Terrestre.

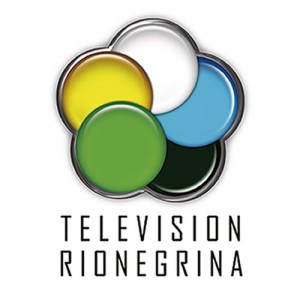
Logo utilizado por Canal 10 entre 2014 y 2016.

El 14 de marzo de 2014, en asamblea general ordinaria de los accionistas, fue elegido Héctor Fabián Galli (que en ese entonces era intendente de Contralmirante Cordero) como presidente del directorio del canal. A inicios de abril de ese año, la gestión de Galli decidió cambiar el nombre del canal por el de Televisión Rionegrina. En 2016, el canal (con Rodrigo Buteler como su presidente) volvió a usar el nombre de Canal 10.
En agosto de 2016, los canales públicos de la Patagonia (incluido Canal 10) conformaron la «Red Patagónica de la Televisión Pública» con el objetivo de permitir a los televidentes acceder a un noticiero regional patagónico con información de actualidad política, económica, deportiva, cultural y turística.
El 9 de diciembre de 2019, Canal 10 comenzó a emitir su programación en HD.
El 29 de junio de 2023, el canal dejó de emitir por televisión analógica para realizar la transición a la Televisión Digital Terrestre en el sur argentino, en cumplimiento del decreto 156/2022 del Ente Nacional de Comunicaciones, con el objetivo de migrar hacia la televisión digital terrestre.

## Programación
Actualmente, parte de la programación del canal consiste en retransmitir los contenidos del Canal 13 de Buenos Aires (cabecera de la cadena Artear/El Trece, que representa comercialmente a Canal 10), y los canales públicos Encuentro y Pakapaka.
La señal también posee programación local, entre los que se destacan Noticias 10 (que es el servicio informativo del canal), Cipo Corazón (programa futbolístico enfocado en las actividades del Club Cipolletti), Juntos para Sumar (programa solidario, declarado de interés por el Senado de la Nación Argentina) y Patagonia Telebingo (juego de bingo que se emite también por el Canal 6 de Bariloche y el Canal 7 de Neuquén).

### Polémica por supuesta censura a Periodismo para todos
El 14 de mayo de 2012, el periodista Jorge Lanata (conductor del programa Periodismo para todos) acusó al canal rionegrino de censura por no transmitir su programa que salía los domingos y había deslizado que el senador por Río Negro, Miguel Ángel Pichetto, estaba detrás del tema. Días después, el senador nacional por Río Negro negó que él tuviese que ver con la decisión.
El 22 de julio de 2012, el entonces Coordinador General del Sistema Argentino de Televisión Digital Terrestre, Osvaldo Nemirovsci, declaró que ningún canal de televisión del interior tiene la obligación de retransmitir el programa. El 29 de julio, Lanata le respondió en su programa a Nemirovsci, denunciando nuevamente la censura de Canal 10 a PPT y le pidió que explique por qué el canal rionegrino emitía casi todos los programas de El Trece y no el de ellos (que forma parte de la grilla de programación del canal porteño).
En 2016, Periodismo para Todos fue incorporado a la grilla de programación del canal.

### Reemplazo de Telenoche por Visión Siete
El 21 de mayo de 2012, a raíz de un nuevo convenio con Artear sobre las transmisiones de El Trece, Canal 10 dejó de emitir el noticiero Telenoche. Victoria Argañaraz, vicepresidenta ejecutiva a cargo de la presidencia del directorio del canal, aseguró que la decisión de no emitir el noticiero «no era política»; sin embargo, trabajadores del canal aseguraron que la decisión fue tomada por «una persona de arriba» y que el objetivo era no emitir contenido crítico al kirchnerismo y tampoco difundir los casos de corrupción del Gobierno Nacional. El 29 de mayo de ese año, el noticiero de la TV Pública, Visión siete (en su edición central), reemplazó a Telenoche.

## Noticias 10
Es el servicio informativo del canal con principal enfoque en las noticias provinciales y nacionales. Actualmente posee cuatro ediciones que se emiten de lunes a viernes (a las 07:00, a las 13:00, a las 20:00 y a la medianoche).
En 1999, fue llamado llamado Aire Valle Noticias y hasta fines de noviembre de 2004, fue producido por la UTE desde la ciudad de Neuquén. Sin embargo, desde el 29 de noviembre de 2004, el noticiero se realiza en General Roca.
En mayo de 2005, durante el cambio en la imagen institucional de Canal 10, el servicio informativo cambió su nombre por el de Noticiero 10 y a mediados de 2016, cambia de nombre a Noticias 10.
Desde el 17 de septiembre de 2016, Canal 10 emite un panorama semanal de noticias llamado «Resumen Patagónico de Noticias», del cual participan los servicios informativos de los canales que conforman la Red Patagónica de la Televisión Pública (incluido el de Canal 10).

## Repetidoras
Canal 10 cuenta con 50 repetidoras en la provincia de Río Negro. De las localidades a donde llega la señal del canal, se destacan las siguientes:
| Provincia de Río Negro | Provincia de Río Negro        |
| ---------------------- | ----------------------------- |
| Canal                  | Localización de la repetidora |
| 10                     | Aguada de Guerra              |
| 5                      | Aguada Guzmán                 |
|                        | Arroyo Los Berros             |
| 4                      | Catriel                       |
| 2                      | Cerro Policía                 |
|                        | Clemente Onelli               |
|                        | Colan Conhué                  |
|                        | Comallo                       |
|                        | Comicó                        |
|                        | Conaniyeu                     |
|                        | Chelforó                      |
| 8                      | Chimpay                       |
| 2                      | Choele Choel                  |
|                        | El Bolsón                     |
|                        | El Caín                       |
|                        | El Cóndor                     |
|                        | El Cuy                        |
| 3                      | Embalse de Casa de Piedra     |
| 6                      | General Conesa                |
| 4                      | Guardia Mitre                 |
| 7                      | Ingeniero Jacobacci           |
|                        | Laguna Blanca                 |
| 7                      | Los Menucos                   |
|                        | Mamuel Choique                |
| 10                     | Maquinchao                    |
|                        | Mencué                        |
|                        | Ñorquinco                     |
|                        | Peñas Blancas                 |
|                        | Pilcaniyeu                    |
|                        | Pilquiniyeu                   |
|                        | Playas Doradas                |
|                        | Prahuaniyeu                   |
| 9                      | Ramos Mexía                   |
| 5                      | Río Colorado                  |
|                        | Río Chico                     |
| 12                     | San Antonio Oeste             |
| 13                     | Sierra Colorada               |
| 13                     | Sierra Grande                 |
|                        | Treneta                       |
| 7                      | Valcheta                      |
| 10                     | Viedma                        |
|                        | Yaminué                       |

### Transmisiones del canal en Bariloche
Canal 10 puede emitirse en la San Carlos de Bariloche a través de una repetidora a raíz de que hay un convenio firmado con el Canal 6 de dicha ciudad (que también retransmite la programación de El Trece y que fue adquirido por Artear el 4 de julio de 2007). El 23 de octubre del 2012, el coordinador general del Sistema Argentino de Televisión Digital Terrestre, Osvaldo Nemirovsci, anunció que se iba a instalar en la ciudad, una antena repetidora de Canal 10 (con intenciones de transmitirse en la Televisión Digital Abierta).
En abril de 2018, el presidente del canal Rodrigo Buteler dijo al Diario Río Negro que el principal problema de que Canal 10 no transmite por aire en Bariloche es la limitación técnica, y que primero van a reconvertir repetidoras existentes en digitales antes de instalar una en la ciudad cordillerana. Además dijo que es «un mito» que Artear no le permita al canal público instalar una repetidora en Bariloche, aunque reconoció que tendrían que reemplazar la programación de El Trece para no competir con la emisora barilochense.
El 6 de julio de 2020, como parte de un acuerdo entre Radio Televisión Río Negro y Canal 6, la emisora barilochense comenzó a emitir algunos programas de Canal 10 en su pantalla (entre ellos, la edición del mediodía del noticiero). El presidente de Radio Televisión Río Negro, Roberto Echegoyenverry, calificó al convenio como un «plan B» para poder llegar a la ciudad y aseguró que su costo «es más bajo de lo que saldría instalar nuestra señal propia».